# Annie Golden
Annie Golden (Brooklyn, 19 de outubro de 1951) é uma atriz e cantora estadunidense.

## Filmografia
- Hair (1979)
- Baby Boom (1987)
- Longtime Companion (1989)
- Strictly Business (1991)
- Prelude to a Kiss (1992)
- The Pebble and the Penguin (1995)
- 12 Monkeys (1995)
- The American Astronaut (2001)
- Temptation (2004)
- Brooklyn Rules (2007)
- Adventures of Power (2008)
- I Love You Phillip Morris (2009)
- NYC 22 (2012)
- The Trouble with Cali (2012)
- Orange is the New Black (2013)